# Jesse Pinkman
Jesse Bruce Pinkman hay còn gọi là Jesse Pinkman một nhân vật hư cấu trong loạt phim truyền hình Breaking Bad do Aaron Paul thủ vai. Nhân vật vào vai với tư cách là học sinh của cựu giáo viên trung học là Walter White. Nhân vật là một trợ thủ đắc lực của nhân vật chính.

## Tiểu sử
Jesse Bruce Pinkman sinh ngày 14 tháng 9 năm 1984 trong một gia đình khá giả ở Albuquerque, New Mexico. Vào thời điểm bộ truyện bắt đầu, anh từ lâu đã bị bố mẹ ghẻ lạnh vì lối sống bừa bãi, nghiện ngập thậm chí còn buôn bán ma túy. Sau khi bị buộc rời khỏi nơi ở của cha mẹ, Jesse chuyển đến sống cùng dì Ginny, người mà anh được chăm sóc cho đến khi cô qua đời vì bệnh ung thư. Sau đó, anh được phép ở trong nhà cô, nhưng quyền sở hữu căn nhà vẫn thuộc về cha mẹ của Jesse.

## Xây dựng nhân vật
Đạo diễn Vince Gilligan ban đầu dự định cho nhân vật Jesse Pinkman bị sát hại vào cuối Breaking Bad 's mùa đầu tiên. Gilligan muốn Jesse chết trong một cuộc giao dịch ma túy, nhằm làm cho Walt cảm thấy tội lỗi. Tuy nhiên, Gilligan cho biết trong tập thứ hai của mùa, anh rất ấn tượng với nhân vật của Jesse và màn trình diễn của Aaron Paul rằng "sẽ là một sai lầm to lớn khi giết chết Jesse", Gilligan cũng thích sự phối hợp ăn ý giữa Aaron Paul (Jesse Pinkman) và Bryan Cranston (Walter White). Nhân vật này được cho là trở thành "trung tâm của mọi rắc rối" của Walter White trong các mùa sau. Paul đã nói rằng ban đầu anh ấy đã xem nhân vật này là "con người hư hỏng", nhưng theo thời gian, điều đó đã trở nên rõ ràng rằng Jesse "có một trái tim rộng lớn nhưng đã bị tổn thương".